# Renault Trucks T
Renault Trucks T este o gamă de camioane grele comercializată de Renault Trucks. Camionul a fost prezentat pe 11 iunie 2013 la un spectacol numit R/Evolution și a fost introdus la sfârșitul anului 2013, fiind primul dintr-o nouă gamă de vehicule a companiei.